# Ramón Garbey
Ramón Garbey (Santiago de Cuba, 1971. március 31.) kubai ökölvívó.

## Amatőr eredményei
- 1991-ben aranyérmes a pánamerikai játékokon középsúlyban.
- 1991-ben bronzérmes a világbajnokságon középsúlyban. Az elődöntőben a szovjet válogatott orosz Alekszandr Lebzjaktól szenvedett vereséget.
- 1993-ban világbajnok félnehézsúlyban.

## Profi pályafutása
1996-ban Miamiba emigrált és profi lett. 22 mérkőzéséből 18-at nyert meg, 4-et vesztett el.